# Турнеја Британских и Ирских Лавова по Аустралији и по Новом Зеланду 1888.
Турнеја Британских и Ирских Лавова по Аустралији и по Новом Зеланду 1888. (службени назив: 1888 British Lions tour to New Zealand and Australia) је била турнеја острвског рагби дрим тима по Аустралији и по Новом Зеланду крајем 19. столећа. Била је ово прва званична турнеја елитне европске селекције. Из Британије су путовали бродом до петог континента. Укупно су одиграли 35 рагби утакмица и забележили 27 победа, 6 нерешених и 2 пораза. Поред рагбија, Лавови су на овој турнеји играли и крикет и аустралијски фудбал. Одиграли су 19 утакмица аустралијског фудбала, спорта у ком нису имали пређашњег искуства. Треба напоменути да Лавови на овој турнеји нису играли против Валабиса и Ол блекса.

## Тим

### Стручни штаб и менаџмент
- Артур Шрусбери, менаџер
- Алфред Шоу, менаџер

### Играчи
'Бекови'
- Томи Хеслем
- Еј Џи Пол
- Хери Колинџ Спикмен
- Херберт Брукс
- Џек Андертон
- Ендру Стодарт
- Волтер Бамби
- Џони Нолан
- Вили Барнет

'Скрамаши'
- Роберт Сидон
- Чарли Метерс
- Сем Вилијамс
- Том Бенкс
- Хери Иглс
- Ангус Стјуарт
- Томас
- Том Кент
- Пенкет
- Боб Барнет
- Лејинг
- Џон Смит
- Џек Клоус

## Утакмице

### Статистика
| Одиграно утакмица | Победа Лавова | Нерешено | Пораз Лавова |
| ----------------- | ------------- | -------- | ------------ |
| 35                | 27            | 6        | 2            |

### Мечеви
| Утак. | Тим                        | Резултат | Тим    |
| ----- | -------------------------- | -------- | ------ |
| 1.    | Отаго                      | 3:8      | Лавови |
| 2.    | Отаго                      | 3:4      | Лавови |
| 3.    | Кантербери                 | 6:14     | Лавови |
| 4.    | Кантербери                 | 0:4      | Лавови |
| 5.    | Велингтон                  | 3:3      | Лавови |
| 6.    | Робертс                    | 1:4      | Лавови |
| 7.    | Таранаки                   | 1:0      | Лавови |
| 8.    | Окланд                     | 3:6      | Лавови |
| 9.    | Окланд                     | 4:0      | Лавови |
| 10.   | Нови Јужни Велс            | 2:18     | Лавови |
| 11.   | Бетарст                    | 6:13     | Лавови |
| 12.   | Нови Јужни Велс            | 6:18     | Лавови |
| 13.   | Сиднеј џуниорси            | 0:11     | Лавови |
| 14.   | Парамата                   | 10:10    | Лавови |
| 15.   | Аделејд                    | 3:28     | Лавови |
| 16.   | Мелбурн                    | 5:15     | Лавови |
| 17.   | Нови Јужни Велс            | 2:16     | Лавови |
| 18.   | Сиднеј грамар              | 3:3      | Лавови |
| 19.   | Бетурст                    | 10:20    | Лавови |
| 20.   | Универзитетски тим Сиднеја | 4:8      | Лавови |
| 21.   | Квинсленд                  | 6:13     | Лавови |
| 22.   | Квинсленд јуниори          | 6:11     | Лавови |
| 23.   | Ипсвич                     | 1:12     | Лавови |
| 24.   | Квинсленд                  | 0:7      | Лавови |
| 25.   | Њукасл                     | 7:15     | Лавови |
| 26.   | Окланд                     | 0:3      | Лавови |
| 27.   | Окланд                     | 1:1      | Лавови |
| 28.   | Хоукс беј                  | 2:3      | Лавови |
| 29.   | Ваирарапа                  | 1:5      | Лавови |
| 30.   | Кантербери                 | 0:8      | Лавови |
| 31.   | Отаго                      | 0:0      | Лавови |
| 32.   | Јужно острво               | 3:5      | Лавови |
| 33.   | Јужно острво               | 0:6      | Лавови |
| 34.   | Таранаки                   | 1:7      | Лавови |
| 35.   | Вангануи                   | 1:1      | Лавови |